# Геосфера
Геосферите са елементи от слоестата макроструктура на Земята, които обхващат изцяло планетата и се отличават по физични, химични и биологични свойства. Към геосферата се причисляват атмосфера, хидросфера, литосфера, педосфера, биосфера, земна мантия, земно ядро и др. Наименованието произлиза от гръцкото гео – значещо земя и сферос – значещо сфера, кълбо. Между геосферите съществуват взаимоотношения, като те са най-активни в зоната на контакт – географската обвивка.